# Bergbartvogel
Der Bergbartvogel (Pogoniulus leucomystax) ist eine Art aus der Familie der Afrikanischen Bartvögel. Die kleine und überwiegend olivfarben gefiederte Art kommt in Ostafrika beiderseits des Äquators vor, der Verbreitungsschwerpunkt liegt südlich des Äquators. Es werden keine Unterarten unterschieden. Die IUCN stuft den Bergbartvogel als nicht gefährdet (least concern) ein.

## Erscheinungsbild
Die Körperlänge des Bergbartvogels beträgt 9 cm. Die Männchen erreichen eine Flügellänge von 5,2 bis 5,9 Zentimetern. Die Schnabellänge beträgt 0,9 bis 1 Zentimeter. Der Schwanz wird zwischen 2,7 und 3,2 Zentimeter lang. Sie wiegen zwischen 10 und 12 Gramm. Weibchen haben ähnliche Körpermaße. Es besteht kein auffälliger Sexualdimorphismus.
Männchen und Weibchen haben einen gelbgrünlichen Kopf, die Ohrdecken und die Nackenseiten sind etwas dunkler olivgrau. Charakteristisches Merkmal des Bergbartvogel ist eine weiße Linie, die von der Schnabelbasis ausgehend unterhalb der Augen entlang läuft und im Schulterbereich endet. Der Rücken ist gelbgrün, der Bürzel ist goldgelb. Die Oberschwanzdecken sind schwarz. Die Steuerfedern sind ebenfalls schwarz und weisen dünne blass gelbgrüne Säume auf. Das Kinn und die Kehle, die Brust, die Körperseiten, Flanken, Schenkel und die Bauchmitte sind gelblich olivfarben. Bei den meisten Individuen ist die Brust am dunkelsten. Die Unterschwanzdecken sind weiß mit einem gelb-grünlichen Schimmer. Die Flügel sind schwarz, die Ränder der inneren Handschwingen und Armschwingen gelbgrün. Der Schnabel ist schiefergrau bis schwarz, die untere Schnabelbasis ist mattweiß bis gelb. Die Augen sind braun. Die Beine und Füße sind dunkelgrau bis schwarz.
Verwechslungsmöglichkeiten bestehen mit dem Schlichtbartvogel. Die Verbreitungsgebiete der beiden Arten überlappen sich im Nordosten von Tansania. Der Bergbartvogel ist insgesamt dunkler und lässt sich anhand des weißen Gesichtsstreifs vom Schlichtbartvogel unterscheiden.

## Verbreitungsgebiet
Das Verbreitungsgebiet erstreckt sich von Ostuganda, Kenia und den Usambara-Bergen in Tansania über das Hochland von Tansania bis zu den Gebirgen in Malawi und Sambia. Es gibt einige Verbreitungslücken innerhalb dieses Verbreitungsgebietes. Die Höhenverbreitung reicht gewöhnlich von 900 bis 2.500 Metern. Im Westen der Usambara-Berge, wo sich das Verbreitungsgebiet mit dem Schlichtbartvogel überlappt, kommt der Bergbartvogel auch von 450 bis 3.000 Höhenmeter vor. 

## Lebensweise
Der Bergbartvogel ist ein lokal häufiger Vogel der Bergwälder. Er präferiert dichtes Unterholz, kommt aber auch in Gärten und sucht einzelne Bäume auf, wenn sie Früchte tragen. In Malawi brütet er gelegentlich in einzelnen Waldflächen, die nur noch eine Größe von 0,2 bis 0,3 Hektar aufweisen. Er braucht im Regelfall aber größere geeignete Lebensräume. Die Nahrung besteht aus Früchten und Beeren. Er präferiert insbesondere Beeren von Misteln der Familie Riemenblumengewächse und scheint nur dort zu brüten, wo diese zur Verfügung stehen. Daneben frisst der Bergbartvogel auch Insekten, die er zum Teil im Flug fängt. Er ist ein sehr aktiver, sich schnell bewegender Vogel. Größeren Bartvögelarten wie beispielsweise dem Gelbbüschel-Zwergbärtling ist er in Auseinandersetzungen unterlegen. Gelegentlich attackiert der Bergbartvogel Nektarvögel und Fliegenschnäpper wie den Dunkelschnäpper (Muscicapa adusta).
Bergbartvögel sind Höhlenbrüter, die in selbst gehackten Baumhöhlen ruhen und brüten. Das Gelege besteht aus zwei bis drei weißschaligen Eiern. Die Brutzeit ist nicht bekannt. Die Nestlingszeit beträgt 32 bis 34 Tage. Sie ziehen gelegentlich in einer Fortpflanzungszeit zwei Gelege groß.

## Belege